# Aporosa duthieana
Aporosa duthieana är en emblikaväxtart som beskrevs av George King, Ferdinand Albin Pax och Käthe Hoffmann. Aporosa duthieana ingår i släktet Aporosa och familjen emblikaväxter. Inga underarter finns listade i Catalogue of Life.